# Exline
Exline est une ville du comté d'Appanoose, en Iowa, aux États-Unis. Elle est incorporée en 1904.

## Source de la traduction
- (en) Cet article est partiellement ou en totalité issu de l’article de Wikipédia en anglais intitulé « Exline, Iowa » (voir la liste des auteurs).